# Кош-Агачская СЭС
Кош-Агачская солнечная электростанция — самая мощная (после Кош-Агачской СЭС-2) электростанция Республики Алтай. Мощность электростанции оценивается в 10-15 МВт. Введена в эксплуатацию в 2014 году. Владеет станцией на праве аренды ООО «Авелар Солар Технолоджи».
Проект СЭС был отобран по результатам конкурса проектов ВИЭ на оптовом рынке электрической энергии и мощности в 2013 году.

## История
Работы по возведению станции начались в апреле 2014 года. На площади 13 га подготовили свайное поле, на установленных сваях смонтировали монтажные столы, закрепили солнечные модули, подключили все необходимое коммутирующее и сетевое оборудование.
Станцию построили структуры российской компании «Хевел» (совместное предприятие ГК «Ренова» и ОАО «РОСНАНО»). По данным заместителя генерального директора производителя ООО «Хевел» Олега Шуткина, станция уже в конце сентября 2014 года позволила снизить переток мощности на близлежащие территории до нуля.
Более половины оборудования, задействованного при строительстве станции, произведено на базе российских предприятий электротехнической и металлообрабатывающей промышленности. География поставок комплектующих широка и охватывает такие города как Красноярск, Казань, Чебоксары, Калуга, Иркутск, Новосибирск.
Торжественная церемония запуска Кош-Агачской СЭС, в которой принял участие (по телемосту) президент РФ Владимир Путин, состоялась 4 сентября 2014 года.
Разрешение на ввод в эксплуатацию первой очереди получено 6 ноября 2014 г., второй — 11 декабря 2015 г. Обе очереди являются квалифицированными генерирующими объектами, функционирующими на основе возобновляемых источников энергии (даты квалификации — 24 февраля 2015 г. и 23 марта 2016 г. соответственно. Показатель степени локализации — 70 %.

## Описание
Установленная мощность Кош-Агачской СЭС на конец 2015 года составила 10 МВт. Электростанция функционирует синхронно с ЕЭС России.
В 2015 году выработка Кош-Агачской СЭС составила 5,8 млн кВт⋅ч или 1 % от электропотребления Республики Алтай.  Коэффициент использования установленной мощности с апреля 2015  по март 2016 год составлял 16.94 %, минимальные значения этого показателя приходятся на декабрь.
Станция способна обеспечивать электроэнергией около 1000 домохозяйств, на потребители в Кош-Агачского района используют от 2,7 до 3,5 МВт
Электростанция находится близи сёл Кош-Агач и Теленгит-Сортогой на юге Республики Алтай на высоте около 1800 метров над уровнем моря. Кош-Агачский район Республики Алтай — одно из самых солнечных мест в России, здесь более 300 солнечных дней в году, а уровень удельной выработки электроэнергии достигает 1400 кВт·ч на м² в год.
Стоимость сооружения составила 570 млн рублей.